# Spawn (film)
Spawn – amerykański film z 1997 oparty na komiksie o tym samym tytule autorstwa Todda McFarlane'a. Został wyreżyserowany przez Marka A.Z. Dippé, a autorem scenariusza jest Alan B. McElroy.

## Fabuła
Agent służb specjalnych, Al Simmons, otrzymał ściśle tajne zadanie zniszczenia fabryki broni biologicznej w Korei Północnej. Jednak w czasie wykonywania misji zostaje zdradzony przez przełożonego i zamordowany w fabryce. Jednak później został przywrócony do życia jako Spawn, który ma dowodzić armią ciemności podczas inwazji na Ziemię. Mimo to Spawn nie zamierza służyć nikomu i chce walczyć z władcą ciemności.

## Obsada
- Michael Jai White – Al Simmons/Spawn
- John Leguizamo – Clown/Violator
- Nicol Williamson – Cogliostro
- Theresa Randle – Wanda Blake
- Melinda Clarke – Jessica Priest
- Martin Sheen – Jason Wynn
- Miko Hughes – Zack
- Sydni Beaudoin – Cyan